# داستان‌های شگفت‌انگیز

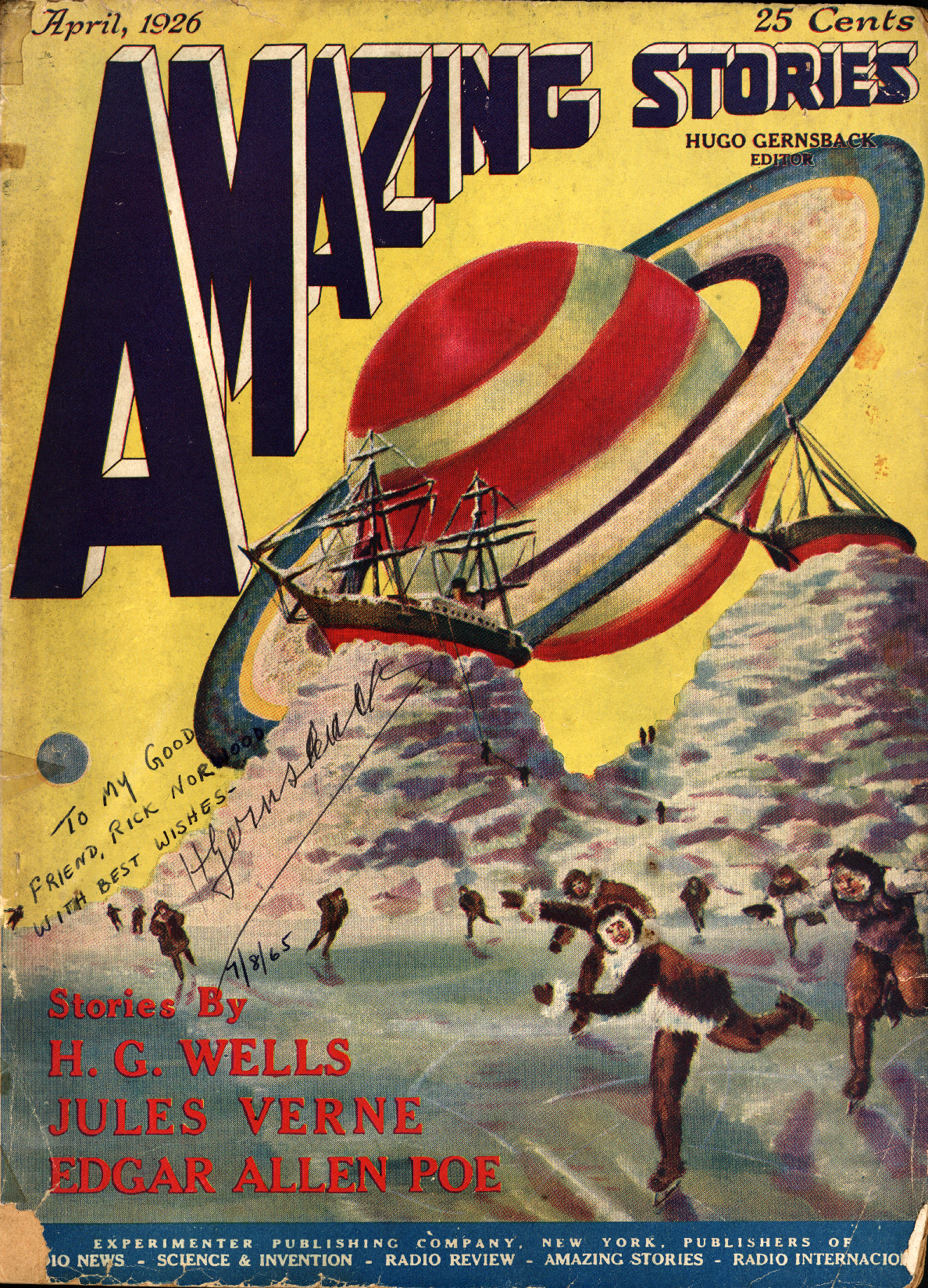
First issue of Amazing Stories, art by Frank R. Paul. This copy was autographed by Hugo Gernsback in 1965

مجله داستان‌های شگفت انگیز (انگلیسی: Amazing Stories) یک مجله علمی تخیلی آمریکایی است که در آوریل ۱۹۲۶ توسط انتشارات Experimenter Hugo Gernsback راه اندازی شد.